# Neide Van-Dúnem
Neide Núria de Sousa Van-Dúnem Vieira (Luanda, 4 de juliol de 1986), també coneguda com a Neide o Neide Vieira, és una cantant, compositora, i actriu d'Angola. Neide va començar la seva carrera artística al teatre de Luanda en 2003 a l'edat de 17 anys i va debutar a la televisió a la mini sèrie Sede de Viver un any més tard. La seva carrera musical començà oficialment en 2007 amb el llançament de la cançó Olá Baby, inclosa al recopilatori Eu e Elas (vol 1), en duet amb Caló Pascoal, el videoclip de la qual fou el segon més valorat al Video Chart de MTV Africa. En 2016 fou nomenada consultora del ministeri de Joventut i Esports.

## Música

### 2006-2007:Olá Baby
En col·laboració amb el productor Caló Pascoal, l'aposta inicial de Neide en el negoci musical va venir en forma de duet amb el productor de la cançó Olá Baby, el senzill principal de l'àlbum de compilació Eu e Elas (vol 1) publicat el 29 d'abril de 2007. L'èxit comercial de la cançó va llançar la carrera de cantant de Neide i la va establir com una "doble amenaça" en el negoci de l'espectacle (cant i actuació).

### 2008-present:Teu Marido Casou/Esta Noite
Neide va decidir deixar la seva carrera com a artista independent i va començar a treballar en el seu àlbum de debut en solitari, escrivint totes les seves cançons. Els estils de música que va utilitzar van ser principalment kizomba i semba, però la influència de R&B és forta. Teu Marido Casou (com outra) va ser la primera cançó per reproduir a la ràdio, que es fou llançat posteriorment com un sol CD juntament amb la cançó Esta Noite. L'àlbum complet està programat per ser publicat durant el segon semestre del 2009.

## Filmografia
| Any  | Títol              | Paper      | Observacions  |
| ---- | ------------------ | ---------- | ------------- |
| 2008 | Momentos de Glória |            | Curtmetratge  |
| 2014 | One Helluva Day    |            | Curtmetratge  |
| 2015 | Aram Aram          | Club Goer  | Llargmetratge |
| 2016 | Dias Santana       | Celia Reis | Llargmetratge |

### Televisió
| Any       | Títol                    | Paper        | Observacions |
| --------- | ------------------------ | ------------ | ------------ |
| 2008      | Para Além do Preconceito |              |              |
| 2006-2007 | Sede de Viver            | Anita Bronca |              |